# Simon Jean-Joseph
Simon Jean-Joseph (Fort-de-France, Martinica, França, 9 de juny de 1969) és un pilot caribeny de ral·li de nacionalitat francesa de la Regió d'ultramar de Martinica. Ha guanyat en dues ocasions el Campionat d'Europa de Ral·lis els anys 2004 i 2007, així com el Campionat de França de Ral·lis de Terra del 2011 i la categoria S1600 del Campionat de França de Ral·lis del 2003.

## Trajectòria

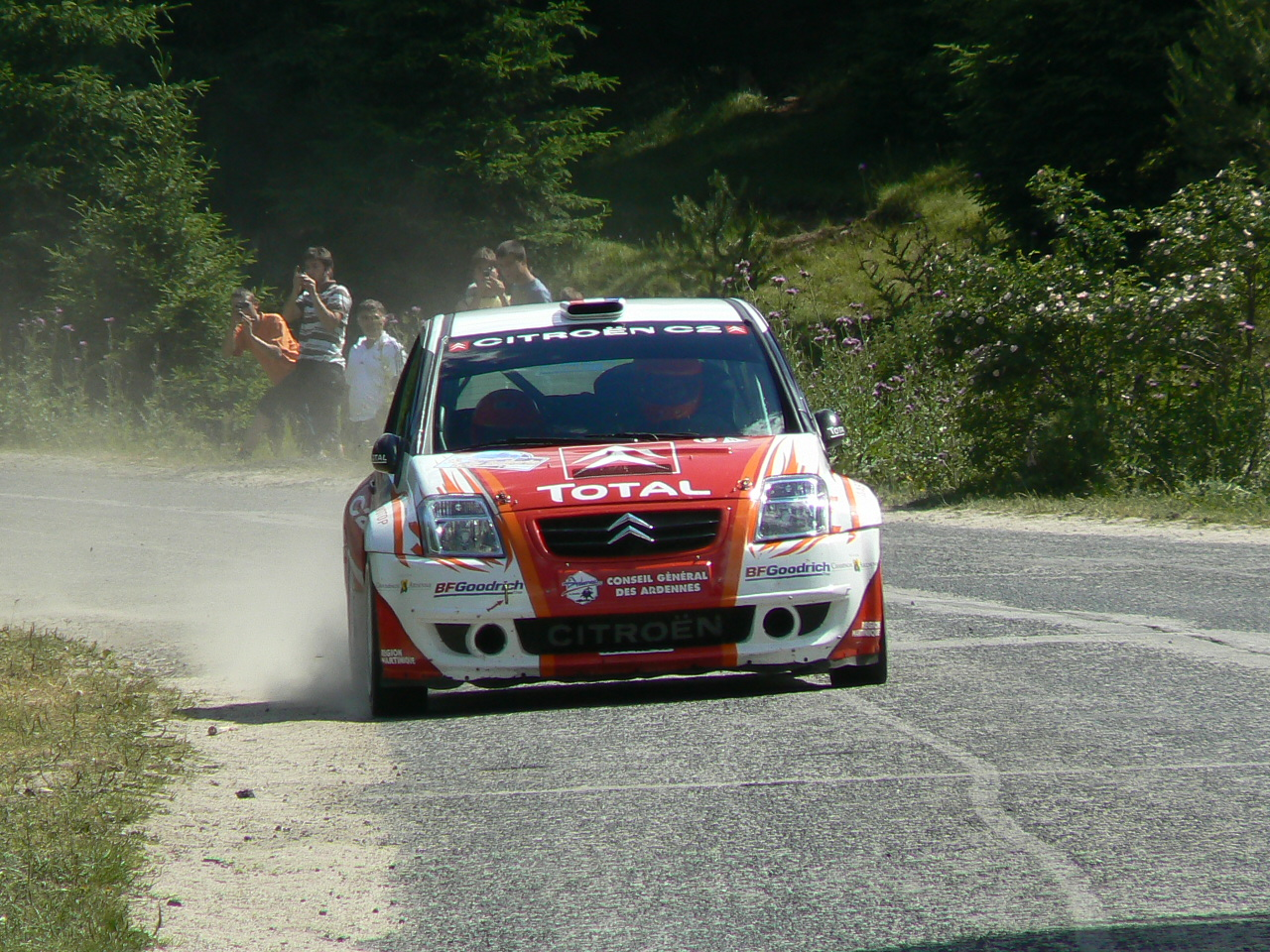
Simon Jean-Joseph l'any 2007 amb el Citroën C2.

Jean-Joseph s'inicia al ral·li l'any 1988 disputant proves a Martinica, guanyant el Campionat de Martinica de Ral·lis dels anys 1990, 1991 i 1992. No serà fins al 1993 que disputa proves del Campionat de França de Ral·lis en territori continental, debutant al Campionat Mundial de Ral·lis disputant el Tour de Còrsega amb un Ford Escort RS Cosworth.
L'any 1997 guanya el Campionat de França amateur de Ral·lis amb un Subaru Impreza 555, mentre que al 1998 queda subcampió del Campionat de França de Ral·lis.
L'any 2003 aconsegueix guanyar la categoria S1600 del Campionat de França de Ral·lis amb un Renault Clio S1600 amb el que també disputa diversos ral·lis del Mundial com el Ral·li de Catalunya, el Ral·li de Finlàndia, el Ral·li Acròpolis, el Ral·li de Turquia o el Ral·li de Monte-Carlo.
De nou amb el Renault Clio S1600 guanya el Campionat d'Europa del 2004, vencent en quatre de les proves disputades. Aquest títol el tornaria a aconseguir a la temporada 2007, en aquesta ocasió amb un Citroën C2.
Després de la seva segona victòria continental, Jean-Joseph deixa de disputar tan assíduament proves i campionats, tot i que l'any 2011 guanya el Campionat de França de Ral·lis de Terra amb un Peugeot 207 S2000 i un Citroën Xsara WRC. En els darrers anys de la seva carrera s'ha dedicat principalment a disputar de forma puntual ral·lis caribenys a Martinica, Barbados o Jamaica.
També ha disputat en diverses ocasions el Ral·li Dakar en la categoria de cotxes.